# Traité de Holston

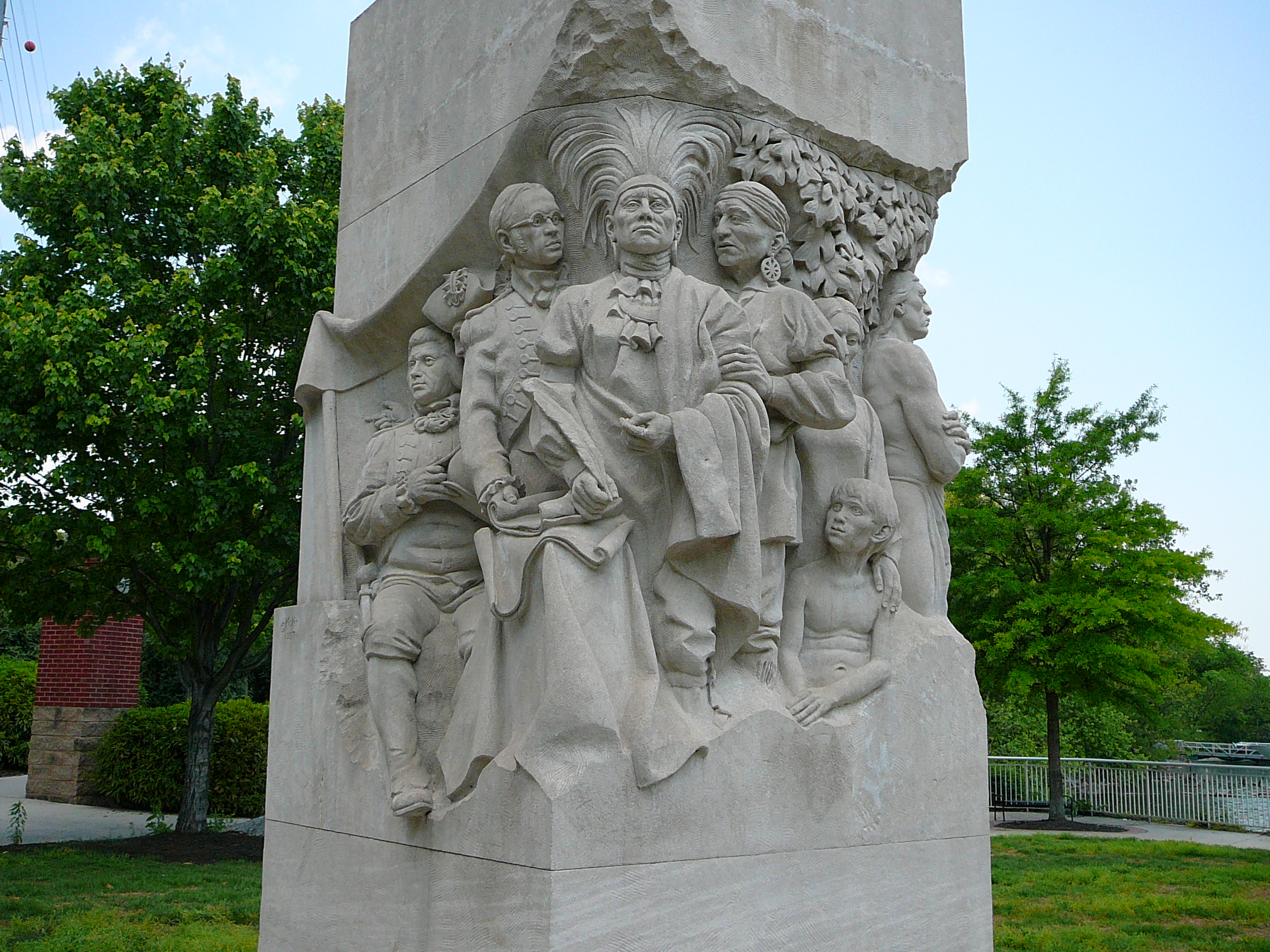
Monument commémorant la signature du traité de Holston à Knoxville, Tennessee.

Le traité de Holston est un traité signé le 2 juillet 1791 près de la rivière Holston dans le Tennessee actuel entre le gouvernement des États-Unis et les Cherokees. Le traité place les Cherokees sous la protection des États-Unis et garantit leurs droits sur leurs terres non cédées par des traités précédents.
Un monument commémorant la signature du traité a été érigé à Knoxville dans le Tennessee.